# 聯名 (汪蘇瀧專輯)
《聯名》是汪蘇瀧的首张概念創作集，所有歌曲皆由汪蘇瀧創作，並邀請10位女歌手演唱，发行于2022年09月23日。

## 簡介
《聯名》為汪蘇瀧首張概念創作集，亦是其首次以「超級企劃」（Super Project）形式推出的音樂專案。
本專輯由汪蘇瀧本人擔任製作人與詞曲創作者，邀請10位風格各異的女性音樂人合作，包括容祖兒、徐佳瑩、劉逸雲、阿肆、楊乃文、薛凱琪...等，每首作品不僅搭配專屬「藝術手帳」風格美術設計，也同步製作記錄片形式的影像內容，專輯橫跨中國香港、台灣、美國等多地錄製與拍攝，體現高度的企劃整合與執行力。
《聯名》被視為汪蘇瀧對個人音樂美學的全面輸出，展現其作為製作人與創作者的多重角色轉型，該專輯在豆瓣音樂獲得平均8.2分評價。
多首單曲如〈就讓這大雨全都落下〉，獲得數位平台白金認證並登上排行榜，整體策劃在華語音樂市場引發高度關注。
實體發行「雨滴藍噴濺彩膠」典藏版黑膠唱片，以漸層藍色盤面與噴濺效果設計，搭配專屬藝術手帳，強化聽覺與視覺的聯名概念。

## 曲目
| 《聯名》 | 《聯名》                         | 《聯名》 | 《聯名》     | 《聯名》 |
| 曲序     | 曲目                             |          | 编曲         | 时长     |
| -------- | -------------------------------- | -------- | ------------ | -------- |
| 1.       | 就让这大雨全都落下（容祖儿）     |          | 韦星弟       | 4:14     |
| 2.       | 鲸鱼电台（房东的猫）             |          | 鞠荐         | 4:11     |
| 3.       | 飞鸟（刘逸云）                   |          | 鞠荐         | 3:52     |
| 4.       | 海底一公里（陈婧霏）             |          | 金若晨、姜禹 | 4:15     |
| 5.       | 月亮，月亮（杨乃文）             |          | 鞠荐、姜禹   | 4:05     |
| 6.       | 无效陪伴（孟慧圆）               |          | 金若晨、姜禹 | 3:29     |
| 7.       | 不甜情歌（阿肆）                 |          | juno heo     | 4:18     |
| 8.       | 星期一先打开星座运势（欧阳娜娜） |          | juno heo     | 3:45     |
| 9.       | 雨你（薛凯琪）                   |          | juno heo     | 4:16     |
| 10.      | 行走的鱼（徐佳莹）               | 唐恬     | 韦星弟       | 4:05     |
| 总时长： | 总时长：                         | 总时长： | 总时长：     | 40:34    |

## 奖项與提名
| 年份 | 單位   | 獎項     | 入圍作品 | 結果 | 備註          |
| ---- | ------ | -------- | -------- | ---- | ------------- |
| 2022 | 由你榜 | 年度專輯 | 《聯名》 | 獲獎 | [ 12 ] [ 13 ] |